# Марк Льюїс Джонс
Марк Льюїс Джонс (англ. Mark Lewis Jones; нар. 31 серпня 1964) — валлійський актор, найвідоміші ролі якого: капітан Верховного порядку Моден Канаді в «Зоряних війнах: Останні джедаї» (2017), поліцейський інспектор у драматичному серіалі BBC «55 градусів на північ», китобійник у фільмі «Володар морів», солдат Тектон у «Трої» (2004), Роб Морган у серіалі «Стелла», генерал Пікалов у серіалі «Чорнобиль» (2019).

## Раннє життя
Марк Льюїс Джонс народився в місті Росланнергригог, Рексем, Уельс. Він почав грати підлітком у Молодіжному театрі Clwyd і навчався в Королівському музичному та драматичному коледжі Уельсу.

## Кар'єра
Джонс грав із Королівською компанією Шекспіра і в театрі Шекспіра Globe Theatre в Лондоні.
Він грав у низці телевізійних фільмів, включаючи «Це життя», «Голбі-Сіті», «Духи», «Закон Мерфі», «Пробудження мертвих» і «Торчвуд». Можливо, найважливішою на Бі-Бі-Сі була його роль детектива-інспектора Рассел Бінг у поліцейській драмі «55 градусів на північ», де він зіграв відвертого, вдумливого й інколи гумористичного офіцера поліції.
Також зіграв детектива Рея Ллойда в поліцейській драмі «Запобігання вбивствам». Його два найвідоміші виступи в голлівудських блокбастерах: Хогг-китобійник у «Володарі морів» і Тектон, солдат у «Трої».
У 2001 році зіграв Утера Пендрагона, батька Короля Артура і другого чоловіка Ігейн в американському мінісеріалі «Тумани Авалону».
Йому було запропоновано роль Капітана Кеннеді в продовженні «Зоряних війн: Останні джедаї». Виступаючи на першому плані в початкових кадрах, каже, що зіграв роль із «виразним валлійським акцентом».

## Театр
- Лорд Грей і Генрі (граф Річмонд), Річард III, Королівська компанія Шекспіра, Лондон, 1993
- Leontes, The Winter's Tale, Театр Глобус, Лондон, 1997
- Мілантіус, Трагедія дівчини, Театр Глобус, 1997
- Марк Антоній, Юлій Цезар, Globe Theatre, 1999
- Телець, Діомед і Секст Помпей, Антоній і Клеопатра, театр Глобус, 1999
- Астон, Сторож, Шерман театр, Кардіфф, 1990
- Дж. Б. Феллер у «Чоловік, який мав всю удачу» Артура Міллера, 28 лютого — 5 квітня 2008 року

## Фільмографія
| Year      | Film                               | Role                                | Notes                                                                                   |
| --------- | ---------------------------------- | ----------------------------------- | --------------------------------------------------------------------------------------- |
| 2021      | Мюнхен. На порозі війни            | Осмунд Сомерс Клевері               | фільм                                                                                   |
| 2020      | Ребекка                            | інспектор Велш                      | фільм                                                                                   |
| 2019      | Чорнобиль                          | генерал Володимир Пікалов           | серіал                                                                                  |
| 2019      | Ідеальна брехня                    | Брин                                | фільм                                                                                   |
| 2018      | Апостол                            | Квінн                               | фільм                                                                                   |
| 2017      | Зоряні війни: Останні джедаї       | Капітан Кеннеді                     | фільм                                                                                   |
| 2017      | Keeping Faith                      | Steve Baldini                       | серіал                                                                                  |
| 2016      | Провини наші                       | P.C. Pollock                        | Film                                                                                    |
| 2016      | National Treasure                  | Gerry                               | Series regular                                                                          |
| 2016      | Byw Celwydd                        | Dylan Williams                      | Series regular                                                                          |
| 2016      | Yr Ymadawiad (The Passing)         | Stanley                             | Film                                                                                    |
| 2015      | Y Gwyll / Hinterland               | John Bell                           | Series 2, 1 episode                                                                     |
| 2015      | The Witcher 3: Wild Hunt           | Letho of Gulet                      | відеогра                                                                                |
| 2015      | Королева пустелі                   | Frank Lascelles                     | Theatrical — currently filming                                                          |
| 2015      | Stella                             | Rob Morgan                          | Series 4, 1 episode                                                                     |
| 2015      | Отець Браун                        | Arnold Francis                      | епізод 3.11 «The Time Machine»                                                          |
| 2015      | Just Jim                           | Donald                              | TV film                                                                                 |
| 2014      | Дитина 44                          | Tortoise                            |                                                                                         |
| 2014      | Castlevania: Lords of Shadow       | Guido/Cleric/Scientist              | Voice                                                                                   |
| 2014      | 37 Days                            | David Lloyd George                  |                                                                                         |
| 2013      | Атлантида                          | Мак                                 | 1 episode: «The Earth Bull»                                                             |
| 2013      | Puppeteer                          | General Dog                         | Voice                                                                                   |
| 2013      | A Viking Saga: The Darkest Day     | Æthelwulf                           |                                                                                         |
| 2012      | Silk                               | Sgt-Major Pierce                    | 1 episode                                                                               |
| 2012      | Casualty                           | Caleb Flack                         | 1 episode: «Teenage Dreams»                                                             |
| 2012      | Titanic                            | David Evans                         | 3 episodes: 1, 2 & 3                                                                    |
| 2012      | Stella                             | Rob Morgan                          | Regular, series 1                                                                       |
| 2012      | Sinbad                             | Azdi                                | Episode: «Eye of the Tiger»                                                             |
| 2011      | Star Wars: The Old Republic        | Darth Decimus, additional voices    | Video game                                                                              |
| 2011      | Baker Boys                         | Pete                                | Series regular                                                                          |
| 2011      | Ni no Kuni                         | Kublai                              | English version, voice                                                                  |
| 2011      | Гра престолів                      | Shagga, hill tribe leader           | 2 Episodes: «Baelor» and «The Pointy End»                                               |
| 2011      | The Witcher 2: Assassins of Kings  | Letho of Gulet                      | відеогра                                                                                |
| 2011      | Dragon Age II                      | Ser Emeric, Veld, additional voices | відеогра                                                                                |
| 2011      | Бути людиною                       | Richard                             | 2 Episodes: «The Pack» and «Adam's Family»                                              |
| 2011      | Silent Witness                     | D.I. Frank Skipper                  | 2 епізоди                                                                               |
| 2010      | Pen Talar                          | Max                                 | Episode: «Episode No. 1.6»                                                              |
| 2010      | The Cursed Mirror                  | Sir Oswalt                          | Short film                                                                              |
| 2010      | Робін Гуд                          | Thomas Longstride                   | фільм                                                                                   |
| 2010      | Bouquet of Barbed Wire             | Simon Clark                         | TV — ITV                                                                                |
| 2009      | A Child's Christmases in Wales     | Dad                                 | Television film                                                                         |
| 2009      | Природи Мерліна                    | King Olaf                           | Episode: «Sweet Dreams»                                                                 |
| 2009      | Crash                              | Mr. Hill                            | Episode: «Episode No. 1.6»                                                              |
| 2009      | Risen                              | Master Pallas                       | відеогра (озвучка)                                                                      |
| 2009      | Framed                             | Daffyd Hughes                       | Television film                                                                         |
| 2009      | Law and Order UK                   | Mark Powell                         | Episode: «Love and Loss»                                                                |
| 2009      | Top of the Cops                    | as himself — DCI Doug James         | TV                                                                                      |
| 2009      | Zig Zag Love                       | Paul Carmichael                     | Television film                                                                         |
| 2009      | Welsh Greats                       | Presenter — as himself              | Episode: «Emlyn Williams»                                                               |
| 2008      | The Commander                      | DCI Doug James                      | Episode: «Abduction»                                                                    |
| 2008      | The Passion                        | Apostle Marcus                      | 3 епізоди: «No. 1.1,» «No. 1.2», «No. 1.3»                                              |
| 2008      | The Other Boleyn Girl              | Brandon                             | Film                                                                                    |
| 2008      | Caught in the Act                  | Alan Williams                       | Film                                                                                    |
| 2007      | The Commander                      | DCI Doug James                      | 3 епізоди: "Fraudster, " «Windows of the Soul» and «The Devil You Know»                 |
| 2007      | Y Pris                             | Chief Constable Bryan Jones         | 5 епізодів                                                                              |
| 2006      | Торчвуд                            | John Ellis                          | епізод: «Out of Time»                                                                   |
| 2006      | Cravings                           | Eisner                              |                                                                                         |
| 2006      | Calon Gaeth                        | Josi Evans                          | Small Country (USA festival title)                                                      |
| 2006      | Stick or Twist                     | Russ                                | Series regular                                                                          |
| 2006      | Hydra                              | Jones                               | Short film                                                                              |
| 2006      | Little White Lies                  | Dr James                            | Series Regular                                                                          |
| 2005      | Waking the Dead                    | Tom McQueen                         | епізод: «Cold Fusion»                                                                   |
| 2005      | 55 Degrees North                   | DI Russell Bing                     | 7 епізодів: «No. 2.2,» «No. 2.3,» «No. 2.4,» «No. 2.5,» «No. 2.6,» «No. 2.7», «No. 2.8» |
| 2005      | Con Passionate                     | Irfon                               | Series regular                                                                          |
| 2004      | Murder Prevention                  | DS Ray Lloyd                        | 3 епізоди: "Judgement Day, " «False Prophet», «Last Man Out»                            |
| 2004      | Lie with Me                        | Paul Stebbing                       | Television film                                                                         |
| 2004      | Murphy's Law                       | Simpson                             | епізод: «Go Ask Alice»                                                                  |
| 2004      | Троя                               | Тектон                              | фільм                                                                                   |
| 2003      | The Measure of My Days             | Escapee                             | Short Film                                                                              |
| 2003      | Володар морів                      | Mr. Hogg, Whaler                    | фільм                                                                                   |
| 2003      | Spooks                             | Mark Whooley                        | епізод: «I Spy Apocalypse»                                                              |
| 2003      | Red Cap (TV series)                | Sgt. Gary Jennings                  | епізод: «H-Hour»                                                                        |
| 2002      | A Mind to Kill                     | Gethin Purse                        | епізод: «The Little House in the Forest»                                                |
| 2002      | Y Tŷ                               | Jim                                 | Series regular                                                                          |
| 2002      | Holby City                         | Reece King                          | епізод: «Secrets and Lies»                                                              |
| 2002      | Lenny Blue                         | DC Huw Morgan                       | Television film                                                                         |
| 2001      | The Bench                          | Des Davies                          | Series regular                                                                          |
| 2001      | The Infinite Worlds of H. G. Wells | Arthur Brownlow                     |                                                                                         |
| 2001      | Tales from Pleasure Beach          | Dunk                                |                                                                                         |
| 2001      | Тумани Авалону                     | Утер Пендрагон                      | телесеріал                                                                              |
| 2001      | Score                              | Tony                                | Television film                                                                         |
| 2000      | Where the Heart Is                 | Brian Price                         | епізод: «Getting Better»                                                                |
| 2000      | Jason and the Argonauts            | Mopsus                              | Television film                                                                         |
| 1998–1999 | Solomon &amp; Gaenor               | Crad Rees                           | Film                                                                                    |
| 1998–1999 | The Knock                          | David Ancrom                        | 6 епізодів: «No. 4.1,» «No. 4.2,» «No. 4.3,» «No. 4.4,» «No. 4.5», «No. 4.6»            |
| 1996–1997 | This Life                          | Dale                                | 6 епізодів                                                                              |
| 1996–1997 | Soldier Soldier                    | Capt Jonathan Bell                  | епізод: «Delayed Action»                                                                |
| 1996–1997 | Dangerfield                        | DI Dicky Sutton                     | епізод: «Trial»                                                                         |
| 1995      | Casualty                           | Alison                              | епізод: «Trials and Tribulations»                                                       |
| 1995      | A Mind to Kill                     | Geraint Humphries                   | епізод: «Son of His Works»                                                              |
| 1992      | Between the Lines                  | P.C. Terry Gilzean                  | епізод: «A Watch & Chain of Course»                                                     |
| 1991      | Heroes II: The Return              | Royal Marine Maj. Reggie Ingleton   |                                                                                         |
| 1990      | Paper Mask                         | Dr Lloyd                            | фільм                                                                                   |
| 1989      | the Shell Seekers                  | Danus                               | Television film                                                                         |
| 1989      | Heartland                          | Ieuan                               | Television film                                                                         |
| 1989      | The Angry Eart                     | Guto                                | TV                                                                                      |
| 1986      | Valhalla                           | Voice of Odin                       |                                                                                         |
| 1985      | Morons from Outer Space            | Godfrey (as Mark Jones)             |                                                                                         |

## Особисте життя
11 вересня 2016 року Джонс брав участь у Великому північному забігу, щоб зібрати кошти для Bloodwise. У квітні 2018 року  провів перший в Уельсі марафон, що проходив у Ньюпорті.